# Minna Deuper
Josephina Wilhelmina Maria Deuper, geb. Heilers (* 17. Juli 1868 in Essen; † 14. April 1937 ebenda), war eine deutsche Politikerin (SPD) und Frauenrechtlerin.

## Leben
Wilhelmina genannt Minna Deuper war das fünfte Kind und die einzige Tochter der Eheleute Heilers. Der Vater Bernhard Heilers, eigentlich gelernter Weber aus Tecklenburg, arbeitete bei der Firma Krupp. 1887 heiratete sie den Schneidermeister und Sozialdemokraten Friedrich Deuper. Gemeinsam hatten sie zehn Kinder.

## Politisches Engagement
Sie war Sozialdemokratin, Gründerin der sozialdemokratischen Frauenbewegung (ASF) und der Arbeiterwohlfahrt in Essen. Sie engagierte sich besonders für die rechtliche Gleichstellung der Frau. Politische Zusammenkünfte von Frauen waren verboten, so dass sie nur getarnt stattfinden konnten. Sie unterstützte die Arbeit ihres Mannes für die Sozialdemokratie und wurde in der Essener SPD Schriftführerin, obwohl die Mitgliedschaft von Frauen in politischen Parteien verboten war.
Am 6. Januar 1904 lud Minna Deuper zu einer Frauenversammlung ins Lokal Borussia an der Rottstraße in Essen ein. Dieser Tag wurde zum Gründungsdatum der sozialdemokratischen Frauenbewegung in Essen. Wegen ihrer politischen Tätigkeiten wurde ihre Wohnung im Juli 1906 von der Polizei durchsucht und alle dort vorgefundenen Bücher und Schriftstücke mit Bezug zur Frauenbewegung beschlagnahmt.
Als der Beitritt von Frauen zu Parteien 1908 legal wurde, zählten Minna Deuper und ihre ältesten Töchter Luise Wiethoff, geb. Deuper, Wilhelmine Deuper und Hedwig Deuper zu den ersten weiblichen SPD-Mitgliedern.
Sie vertrat die Essener SPD-Frauen auf Parteitagen und engagierte sich in verschiedenen sozialen Projekten u. a. der „Sozialdemokratischen Frauenhilfe“. Im Auftrag von Marie Juchacz gründete sie 1920 die Essener Arbeitsgruppe der Arbeiterwohlfahrt. Ihre älteste Tochter Luise wurde 2. Vorsitzende.
Nach 1933 zogen Minna und Friedrich Deuper mit zwei Töchtern und deren Familien nach Witten-Annen. Ihr Haus diente als Durchgangsquartier für von den Nationalsozialisten Verfolgte auf ihrer Flucht ins Ausland.
Nach einem schweren Sturz und der Rückkehr nach Essen starb Minna Deuper 1937. Ihre jüngste Tochter Maria Berns war Landtagsabgeordnete, Ratsherrin und Geschäftsführerin der Arbeiterwohlfahrt in Essen.

## Ehrungen
- In Essen wurde eine Einrichtung der Arbeiterwohlfahrt nach ihr benannt.[7]